# Eva Sundberg
Eva Sundberg, född 1951, är en åländsk författare och dialektforskare. Hon är bosatt i Björkö, Kumlinge.